# 寢殿造

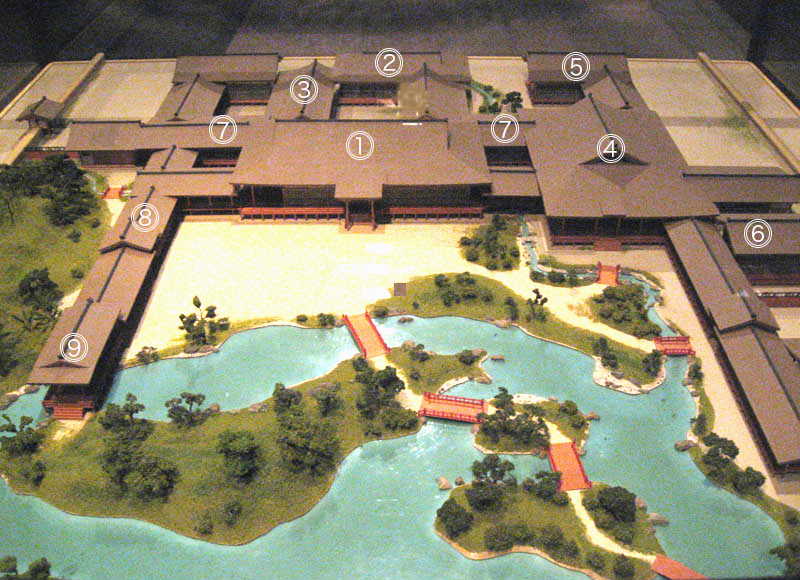
典型的寢殿造東三條殿復元模型（京都文化博物館）
----
1.寢殿、2.北對、3.細殿、4.東對、5.東北對、6.侍所、7.渡殿、8.中門廊、9.釣殿

寢殿造（日语：／ Shindenzukuri）是日本平安時代平安京的高位貴族的住宅樣式。
稱作寢殿（正殿）的中心建物面南側的庭院而建，庭中有水池，東西有稱作對屋的付屬建物，和寢殿以渡殿連結，從東西的對屋再向南伸出渡殿，南端設有釣殿。
作為代表的東三條殿是藤原良房邸，藤原兼家在此新築邸宅，東三條殿曾四度作為里內裏使用。日後兼家本人也被稱作「東三條殿」，次女詮子獲得「東三條院」的院號。

## 外部連結
- 寝殿造　貴族の住空間 - 風俗博物館